# En attendant Nadeau
En attendant Nadeau est un journal en ligne, créé en 2016 qui traite de la littérature, des idées et des arts, avec des articles sur des auteurs, des genres, des thèmes et des enjeux.  Il publie des éditoriaux, des enquêtes critiques et des chroniques sur la culture contemporaine. Il propose, en libre accès, des recensions portant sur l'actualité des parutions de littérature et de sciences humaines. Ces recensions critiques d'ouvrages, couvrent aussi bien la production littéraire qu'historique, philosophique, psychanalytique ou sociologique. 

## Historique
Le premier numéro d'En attendant Nadeau paraît le 13 janvier 2016. La direction éditoriale a d’abord été assurée par Jean Lacoste, Pierre Pachet et Tiphaine Samoyault jusqu’en septembre 2022, puis par Jeanne Bacharach, Pierre Benetti et Hugo Pradelle jusqu’en 2023. Le journal déclare comme but de « promouvoir une parole critique libre et indépendante [...], traiter du monde et de la société à travers la recension d'ouvrages de littérature et de sciences humaines ». Pour cela, le magazine réunit des collaborateurs spécialisés dans des disciplines différentes mais conservant un lien étroit avec la littérature. Elle organise, soutient et participe à des évènements en lien avec ses activités littéraires tels que le Salon de la revue ou les Rencontres de MEET (Maison des écrivains et de la littérature étrangers et traducteurs).
Le comité de rédaction est composé d'anciens collaborateurs de La Quinzaine littéraire. Le nom du journal est une référence directe à un de ses inspirateurs, l'éditeur Maurice Nadeau et à la pièce de Samuel Beckett, En attendant Godot. La création du journal fait suite au départ des collaborateurs, après la mort de Maurice Nadeau.

## Projet
En attendant Nadeau  a pour but de promouvoir une parole critique libre et indépendante sur l'actualité des parutions intellectuelles, traiter du monde et de la société à travers la recension d'ouvrages de littérature et de sciences humaines.

## Fonctionnement
Depuis août 2016, En attendant Nadeau est partenaire du site d’information Mediapart, qui publie un week-end sur deux un de ses articles.
Les articles sont mis à disposition gratuitement et les contributeurs sont bénévoles. Le financement du journal repose sur les dons des lecteurs.
Le comité de rédaction se réunit deux fois par mois. Il rassemble des collaborateurs de tous les âges, écrivains, traducteurs, chercheurs ou journalistes traitant de littérature, des sciences humaines et des arts.